# لا كودوسيرا
بلدية لا كودوسيرا (بالإسبانية: La Codosera)‏, هي إحدى بلديات مقاطعة بطليوس, التي تقع في منطقة إكستريمادورا, والتي تقع في غرب إسبانيا.
يبلغ عدد سكانها 2.309 نسمة وفقاً لإحصائية سنة (2002).